# Morový sloup v Lomnici
Morový sloup v Lomnici (též mariánský sloup) je sochařské dílo nacházející se uprostřed náměstí v Lomnici. Jedná se o kulturní památku.

## Historie
Plány na stavbu mariánského sloupu měl v 60. letech 17. století hrabě František Gabriel Serényi, který se pokusil vytvořit z lomnického náměstí reprezentativní předpolí lomnického hradu a z celé Lomnice velkolepé sídlo svého panství. Kromě nového kostela obsahoval koncept náměstí také faru, radnici, špitál, vrchnostenské budovy panského pivovaru, hospody a hospodářského dvora. Sloup měl být postaven uprostřed náměstí v místě středověkého kostela svatého Víta a svatého Jana Křtitele, který byl v té době zbořen a nahrazen chrámovou novostavbou v severozápadní uliční frontě náměstí.
Barokní sloup byl vztyčen v roce 1710 za vlády Františkova syna, hraběte Antonína Amata, čímž byla, s výjimkou nerealizovaného špitálu, dokončena plánovaná koncepce náměstí. Umístěn byl v místě zbořeného kostela, na spojnici nového chrámu a lomnické radnice. Kromě svého mariánského původu byl sloup koncipován i jako morový, coby připomínka velké morové epidemie, která se v letech 1679–1680 lomnickému panství vyhnula.

## Vzhled sloupu
Sloup, vyrůstající z mohutné kamenné základny na způsob přírodního skaliska, tvoří v dolní části strom poznání, předcházející v horní části do oblačného dříku s andílčími hlavami, vrcholícího Immaculatou (podoba panny Marie s 12 hvězdami nad hlavou).
Na soklech z přírodních kamenů jsou kolem sloupu posazeny sochy šesti světců – sv. Víta, Antonína Paduánského, Šebestiána, Rocha, Floriána a Jana Nepomuckého.

## Galerie

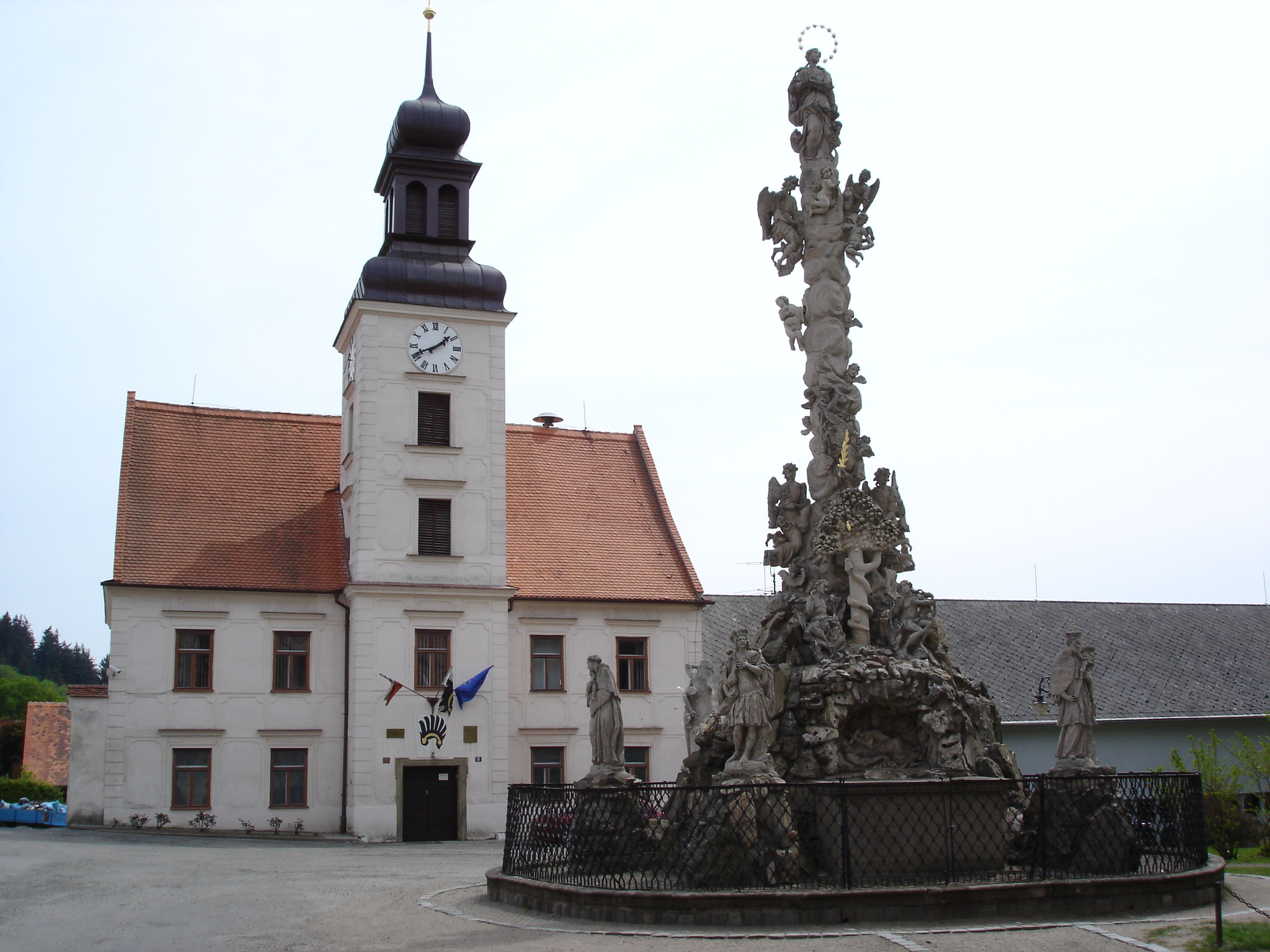
Radnice a morový sloup
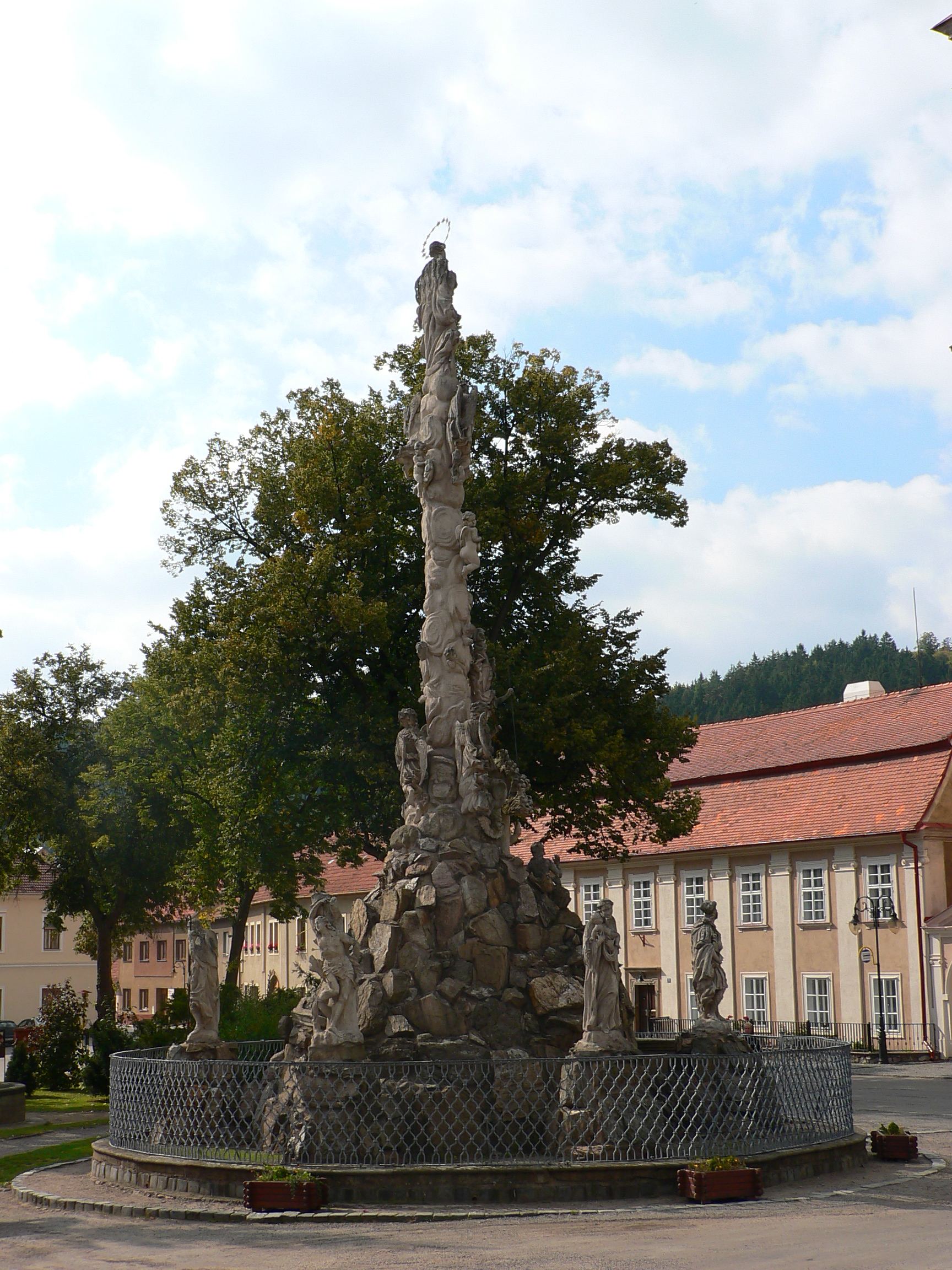
Morový sloup